# Marcilly-le-Châtel
Pour les articles homonymes, voir Marcilly et Chatel.
Marcilly-le-Châtel (anciennement appelé Marcilly-le-Pavé) est une commune française située dans le département de la Loire en région Auvergne-Rhône-Alpes, et faisant partie de Loire Forez Agglomération.

## Géographie

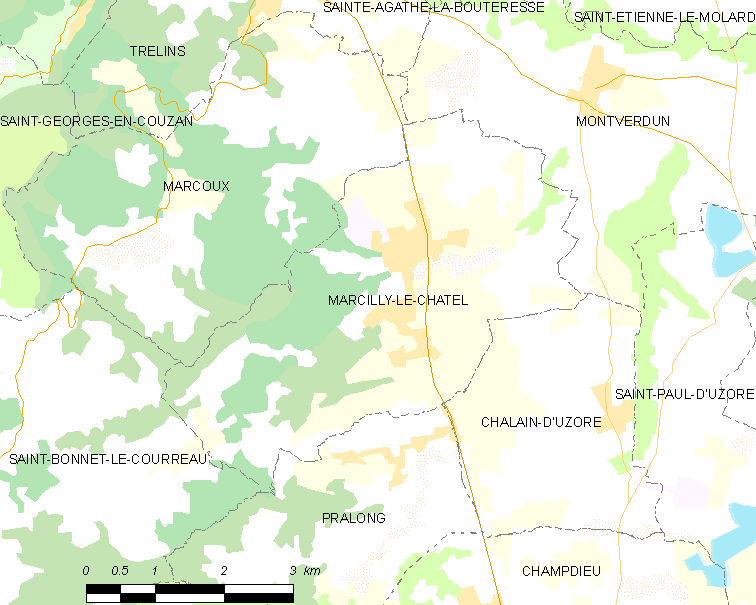
Localisation du village et des communes aux alentours

Marcilly-le-Châtel fait partie du Forez. La commune est distante de 11 km de Montbrison, sa sous-préfecture, et 52 km de sa préfecture, Saint-Étienne.
Petit village situé en bordure de la plaine du Forez dans la Loire, sur un ancien site volcanique, il est réputé pour ses vignes qui font partie de l'AOC Côtes du Forez ainsi que pour sa volerie située au sommet d'un château médiéval du XIIe siècle détruit et reconstruit au XIXe siècle. La ville et son château apparaissent dans des passages de L'Astrée, roman-fleuve d'Honoré d'Urfé.
| Marcoux                  |                    | Montverdun      |
|                          | Marcilly-le-Châtel |                 |
| Saint-Bonnet-le-Courreau | Pralong            | Chalain-d'Uzore |

### Climat
Pour des articles plus généraux, voir Climat d'Auvergne-Rhône-Alpes et Climat de la Loire.
En 2010, le climat de la commune est de type climat océanique dégradé des plaines du Centre et du Nord, selon une étude du Centre national de la recherche scientifique s'appuyant sur une série de données couvrant la période 1971-2000. En 2020, Météo-France publie une typologie des climats de la France métropolitaine dans laquelle la commune est exposée à un climat de montagne ou de marges de montagne et est dans la région climatique Nord-est du Massif Central, caractérisée par une pluviométrie annuelle de 800 à 1 200 mm, bien répartie dans l’année.
Pour la période 1971-2000, la température annuelle moyenne est de 10,5 °C, avec une amplitude thermique annuelle de 16,8 °C. Le cumul annuel moyen de précipitations est de 782 mm, avec 9,2 jours de précipitations en janvier et 6,9 jours en juillet. Pour la période 1991-2020, la température moyenne annuelle observée sur la station météorologique de Météo-France la plus proche, « Boën-sur-Lignon », sur la commune de Boën-sur-Lignon à 6 km à vol d'oiseau, est de 11,8 °C et le cumul annuel moyen de précipitations est de 629,5 mm,. Pour l'avenir, les paramètres climatiques de la commune estimés pour 2050 selon différents scénarios d'émission de gaz à effet de serre sont consultables sur un site dédié publié par Météo-France en novembre 2022.

## Urbanisme

### Typologie
Au 1er janvier 2024, Marcilly-le-Châtel est catégorisée commune rurale à habitat dispersé, selon la nouvelle grille communale de densité à sept niveaux définie par l'Insee en 2022.
Elle appartient à l'unité urbaine de Marcilly-le-Châtel, une agglomération intra-départementale regroupant deux  communes, dont elle est ville-centre,,. Par ailleurs la commune fait partie de l'aire d'attraction de Montbrison, dont elle est une commune de la couronne,. Cette aire, qui regroupe 27 communes, est catégorisée dans les aires de moins de 50 000 habitants,.

### Occupation des sols
L'occupation des sols de la commune, telle qu'elle ressort de la base de données européenne d’occupation biophysique des sols Corine Land Cover (CLC), est marquée par l'importance des territoires agricoles (64,9 % en 2018), en diminution par rapport à 1990 (66,1 %). La répartition détaillée en 2018 est la suivante : 
terres arables (32,7 %), prairies (26,2 %), forêts (25,6 %), zones urbanisées (8 %), zones agricoles hétérogènes (6 %), espaces verts artificialisés, non agricoles (1,6 %). L'évolution de l’occupation des sols de la commune et de ses infrastructures peut être observée sur les différentes représentations cartographiques du territoire : la carte de Cassini (XVIIIe siècle), la carte d'état-major (1820-1866) et les cartes ou photos aériennes de l'IGN pour la période actuelle (1950 à aujourd'hui).

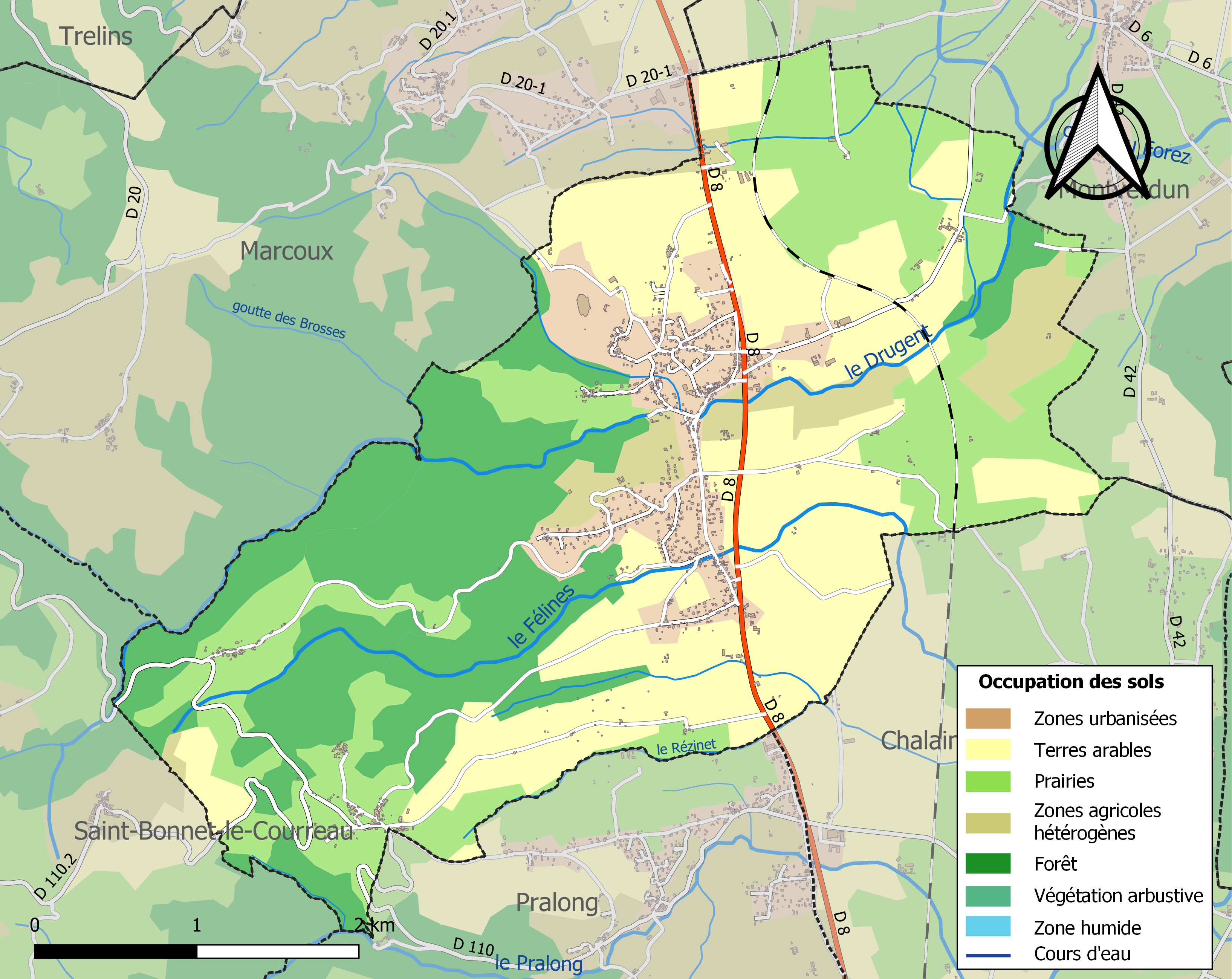
Carte des infrastructures et de l'occupation des sols de la commune en 2018 (CLC).

## Toponymie
La commune de Marcilly-le-Châtel se nommait Marcilly jusqu'en 1801, puis Marcilly-le-Pavé jusqu'en 1968, avant de prendre son nom actuel.

## Histoire
Bâti sur un piton basaltique, Marcilly fut occupé par les Gaulois puis les Romains, une sépulture gauloise à crémation et des tuiles à rebord y ont été découvertes.
Une première mention de Marcilly apparaît dans le cartulaire de l'abbaye de Savigny en 970. Le château est mentionné en 1010 et 1060.
L'église Saint-Cyr dépendant du prieuré de Marcilly est mentionnée à de multiples reprises à partir de 1080.
En 1167, Guy II de Forez, alors en conflit avec l'archevêque de Lyon, obtient de Louis VII les droits régaliens pour le château de Marcilly.
La famille de Marcilly était attachée à la cour du château, dans l'entourage du seigneur, et possessionnée de certains biens, mais n'exerçait pas elle-même la seigneurie, qui appartenait donc au comte. En revanche, elle eut la seigneurie de Chalmazel — en 1231 le comte Guigues IV permet à son fidèle Arnaud de Marcilly, frère du chevalier Zacharie de Marcilly, d'élever une maison forte tenue en fief à Chalmazel — avant de se fondre en 1364 dans les Talaru.
- Le fils aîné dudit Arnaud, le chevalier Pierre de Marcilly (né v. 1220), croisé en 1248, est évincé de la succession de Chalmazel par son demi-frère puîné Jean ci-dessous ; sa propre fille Marguerite de Marcilly, dame de la Bastie, épouse après 1272 Arnoul VI Raybe d'Urfé (la maison de la Bastie sera fortifiée par les Raybe d'Urfé en 1333-1338 puis au XVe siècle, avant d'être transformée en un château Renaissance à la mi-XVIe siècle) ;
- parmi les demi-frères cadets de Pierre de Marcilly, citons :- Roland († ap. 1287) est moine casadéen puis prieur de Montverdun après 1284 ; et le chevalier - Jean (Ier) de Marcilly († av. 1277) évoqué plus haut, mari de Guillemète Guerri avant 1248 (fille du bailli de Forez Fouchier Guerri, elle meurt vers 1283 ; par les Guerri, sont échus aux Marcilly des biens, terres et maisons souvent nommées la Ferrière, à Neulise, Bellegarde, St-Médard, St-Marcel...), reçoit Chalmazel dès 1246. La nécropole des Marcilly de Chalmazel fut dans l'église de L'Hôpital, avant d'être à Chalmazel ; la suite de la dynastie est vue à l'article Chalmazel.

Un hôpital, vraisemblablement situé à la Brandisse, est mentionné au début du XIIIe siècle.
En 1366, les routiers Bertucat d'Albret et Bernard de La Sale s'emparent de  de Marcilly-le-Châtel et pillent les environs.

## Politique et administration
| Période                                  | Période  | Identité                                  | Étiquette | Qualité                             |
| ---------------------------------------- | -------- | ----------------------------------------- | --------- | ----------------------------------- |
| 1791                                     | 1792     | François Couturier                        |           |                                     |
| 1792                                     | 1794     | Jean Chassain                             |           |                                     |
| 1794                                     | 1796     | François Couturier                        |           |                                     |
| 1796                                     | 1797     | Antoine Roche                             |           |                                     |
| 1797                                     | 1800     | Pierre Dupuy                              |           |                                     |
| 1800                                     | 1804     | Jean Couturier                            |           |                                     |
| 1804                                     | 1808     | Jean Thevenon                             |           |                                     |
| 1808                                     | 1830     | Simon de Quirielle                        |           |                                     |
| 1830                                     | 1848     | François Salomon Charles Mondon           |           |                                     |
| 1848                                     | 1852     | Jean Pangaud                              |           |                                     |
| 1852                                     | 1853     | Xavier de Quirielle (fils)                |           |                                     |
| 1853                                     | 1860     | Claude François Marie de Quirielle (père) |           |                                     |
| 1860                                     | 1865     | Paul de Quirielle                         |           |                                     |
| 1865                                     | 1868     | Ernest Jean Baptiste Mondon               |           |                                     |
| 1868                                     | 1900     | François Geneyton                         |           |                                     |
| 1900                                     | 1912     | Georges Morel                             |           |                                     |
| 1912                                     | 1932     | Barthélémy Guillot                        |           |                                     |
| 1932                                     | 1943     | Michel Bauvais                            |           |                                     |
| 1943                                     | 1944     | Claudius Cornet                           |           | Président de la délégation spéciale |
| 1944                                     | 1947     | Marius Morel                              |           |                                     |
| 1947                                     | 1959     | Jean Pangaud                              |           |                                     |
| 1959                                     | 1971     | André Magnan                              |           |                                     |
| 1971                                     | 1987     | Pierre Coiffet                            |           |                                     |
| 1987                                     | 1987     | Maurice Bondetti                          |           |                                     |
| 1987                                     | 1989     | Paul Pailler                              |           |                                     |
| 1989                                     | 2001     | Jacques Chazal                            |           |                                     |
| 2001                                     | 2014     | Louis Bouchet                             | SE        |                                     |
| mars 2014                                | En cours | Thierry Gouby                             | SE        |                                     |
| Les données manquantes sont à compléter. |          |                                           |           |                                     |

Marcilly-le-Châtel faisait partie de la communauté de communes du Pays d'Astrée de 1995 à 2016 puis a intégré Loire Forez Agglomération.

## Démographie
L'évolution du nombre d'habitants est connue à travers les recensements de la population effectués dans la commune depuis 1793. Pour les communes de moins de 10 000 habitants, une enquête de recensement portant sur toute la population est réalisée tous les cinq ans, les populations de référence des années intermédiaires étant quant à elles estimées par interpolation ou extrapolation. Pour la commune, le premier recensement exhaustif entrant dans le cadre du nouveau dispositif a été réalisé en 2004.

En 2022, la commune comptait 1 395 habitants, en évolution de +0,36 % par rapport à 2016 (Loire : +1,32 %, France hors Mayotte : +2,11 %).
| 1793 | 1800 | 1806 | 1821 | 1831 | 1836 | 1841 | 1846 | 1851 |
| ---- | ---- | ---- | ---- | ---- | ---- | ---- | ---- | ---- |
| 603  | 629  | 698  | 737  | 791  | 845  | 852  | 883  | 979  |

| 1856  | 1861 | 1866 | 1872 | 1876  | 1881  | 1886  | 1891  | 1896  |
| ----- | ---- | ---- | ---- | ----- | ----- | ----- | ----- | ----- |
| 1 038 | 923  | 968  | 905  | 1 007 | 1 071 | 1 147 | 1 116 | 1 118 |

| 1901  | 1906  | 1911 | 1921 | 1926 | 1931 | 1936 | 1946 | 1954 |
| ----- | ----- | ---- | ---- | ---- | ---- | ---- | ---- | ---- |
| 1 077 | 1 059 | 977  | 914  | 888  | 789  | 764  | 740  | 674  |

| 1962 | 1968 | 1975 | 1982 | 1990 | 1999 | 2004  | 2006  | 2009  |
| ---- | ---- | ---- | ---- | ---- | ---- | ----- | ----- | ----- |
| 634  | 666  | 687  | 760  | 856  | 974  | 1 132 | 1 175 | 1 256 |

| 2014  | 2019  | 2022  | - | - | - | - | - | - |
| ----- | ----- | ----- | - | - | - | - | - | - |
| 1 375 | 1 391 | 1 395 | - | - | - | - | - | - |

## Culture locale et patrimoine

### Lieux et monuments

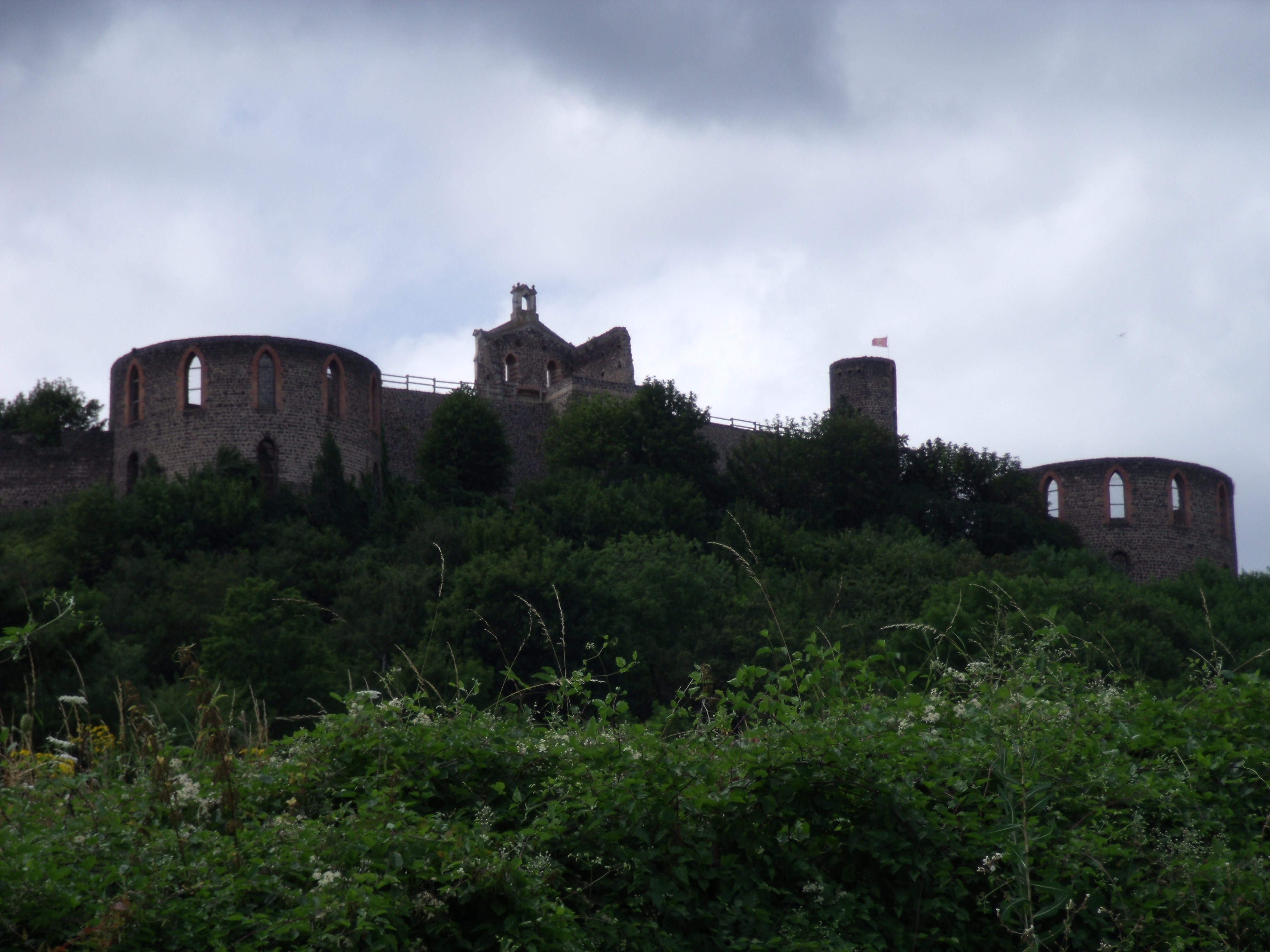
Château.

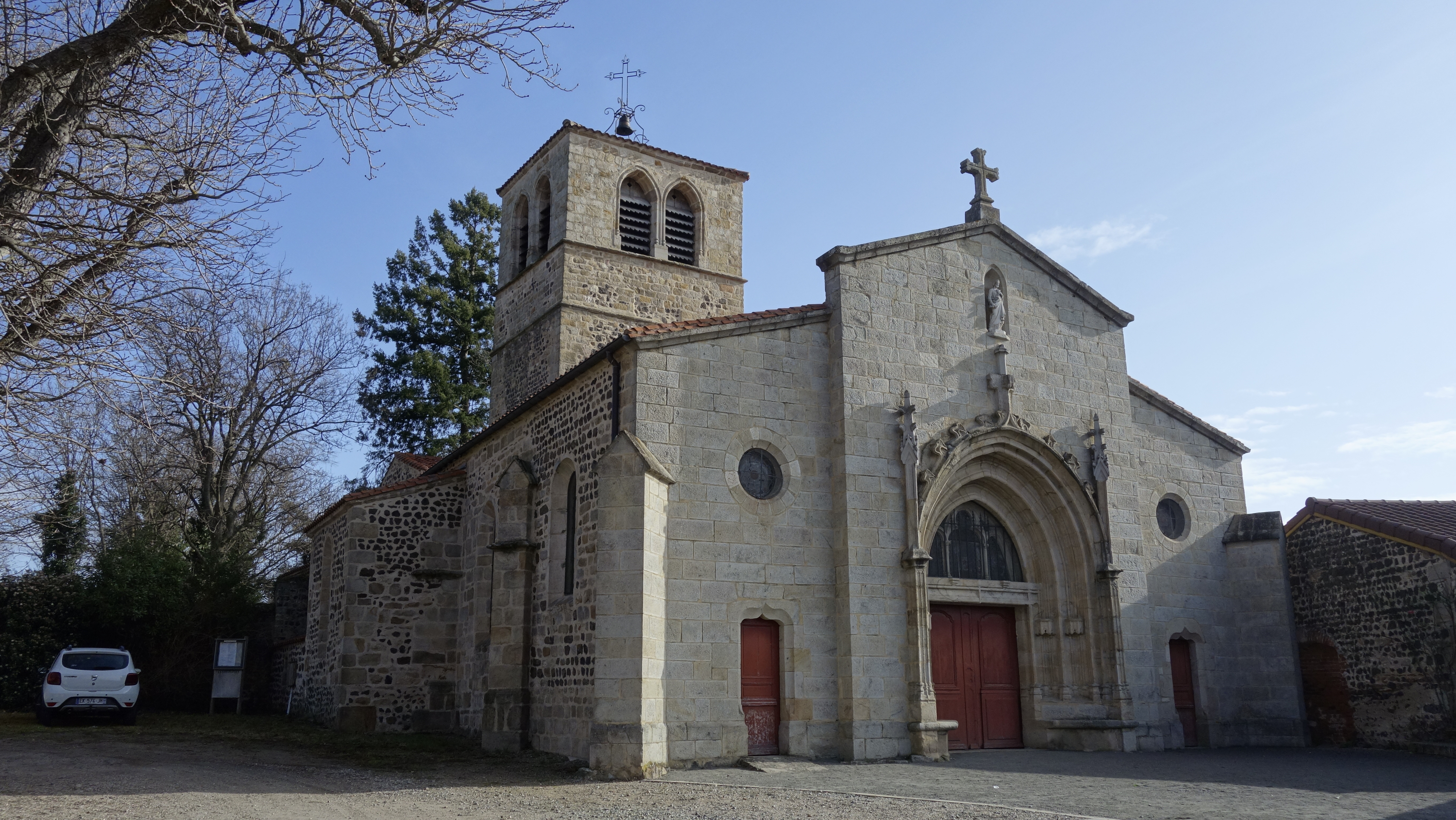
Église Saint Cyr de Marcilly-le-Châtel.

- Le château Sainte-Anne, château médiéval du XIIe siècle situé au sommet d'un volcan. Depuis 1987, il est loué à la Volerie du Forez[30], qui présente une quarantaine de rapaces de douze espèces différentes et quelques autres animaux, et propose un spectacle de présentation des volatiles.
- L’église Saint-Cyr. L'édifice a été inscrit au titre des monuments historiques en 1991[31].

### Héraldique
|  | Les armoiries de Marcilly-le-Châtel se blasonnent ainsi : Parti d'or et d'azur; au filet en bande de gueules brochant |

## Personnalités liées à la commune
- André Magnan (1903-1985), avocat et homme politique sous la Troisième République, est décédé à Marcilly.